# Velika Dobrava
Velika Dobrava je naselje v Občini Ivančna Gorica.